# السيرة النبوية لابن هشام
السيرة النبوية لابن هشام أو سيرة ابن هشام هو كتاب في السيرة النبوية للنبي محمد رسول الإسلام، ويعد من أهم كتب السيرة النبوية ومصادرها الرئيسية، وهو كتاب لأبي محمد عبد الملك بن هشام بن أيوب الحميري البصري المتوفى
سنة (218هـ)، يرويه عن محمد بن إسحاق (ت:151 هـ)، بعد أن أخذ إجازة روايته من زياد بن عبد الله البكائي (ت: 183 هـ)، وقد أجرى ابن هشام على ابن إسحاق بعض التعديلات إضافةً وحذفًا، حيث قام بتهذيبها، وحذف ابن هشام كثيرًا من قصص الإسرائيليات، والأشعار المنتحلة حتى عرفت السيرة باسم ابن هشام، واهتم بها الباحثون، وأُلِفت عليها العديد من الشروحات والمختصرات.

## منهج ابن هشام في سيرته
هذب ابن هشام سيرة ابن إسحاق وخفف من أشعارها واتبع ذلك منهجا ذكره في بداية الكتاب. قال ابن هشام: وأنا إن شاء الله مبتدئ هذا الكتاب بذكر إسماعيل بن إبراهيم ومن ولد رسولَ الله ﷺ مِنْ وَلَدِه وأولادهم لأصلابهم، الأول فالأول من إسماعيل إلى رسول الله ﷺ وما يعرض من حديثهم وتارك ذكر غيرهم من ولد إسماعيل على هذه الجهة للاختصار، إلى حديث سيرة رسول الله ﷺ، وتارك بعض ما ذكره ابن إسحاق في هذا الكتاب مما ليس لرسول الله ﷺ فيه ذكر ولا نزل فيه من القرآن شيء وليس سببا لشيء من هذا الكتاب ولا تفسيرا له ولا شاهدا عليه لِما ذكرتُ من الاختصار، وأشعارا لم أر أحدا من أهل العلم بالشعر يعرفها وأشياءَ بعضها يشنُع الحديث به، وبعض يسوء بعضَ الناس ذكرُه، وبعض لم يقر لنا البكائي بروايته، ومستقصٍ إن شاء الله بما سوى ذلك منه بمبلغ الرواية له والعلم به.

## وصلات خارجية
- السيرة النبوية - ابن هشام في موقع أرشيف الإنترنت.
- السيرة النبوية لابن هشام